# 제3원정지원사령부
제3원정지원사령부(영어: 3rd Sustainment Command (Expeditionary)), 옛 제3군수사령부는 미국 육군의 원정지원사령부이다. 한국 전쟁과 테러와의 전쟁 참전하였다.

## 역사

### 한국 전쟁
1950년 9월 19일, 군단을 지원하는 B타입인 군수사령부로서 일본에서 본부 및 본부중대가 구성되었다. 9월 26일에 제10(X)군단에 예속되어 인천을 통해 한반도에 상륙하여 군단을 지원하였다. 제10(X)군단이 원산에 상륙하여 북동부에 전개한 뒤에는, 제8군에 예속 및 제2군수사령부에 배속되었다. 인천에 주둔하며 항만을 운영하였다.
1951년 1월 1일, 중국인민지원군의 개입으로 인천항을 떠나 부산으로 철수하였다. 이후, 계속 제2군수사령부와 함께 부산에서 군수를 지원하였고 후방의 병력과 함께 경비를 맡았다. KCOMZ가 창설되어 기능이 통합되기 시작하면서 1952년 11월 1일부터 인원을 줄어들었고, 1953년 3월 20일에 해산하였다.

### 주독 미군
1958년 6월 15일, 재활성화되어 프랑스에 주둔하며 유럽 COMZ를 지원하였다. 1961년 6월 24일, 제3군수사령부 본부에 본부중대가 통합되어 본부 및 본부중대가 되었다. 1967년 봄에 프랑스가 NATO를 탈퇴하자, 프랑스를 떠나 독일 보름스로 옮겨갔다. 1969년 6월 2일에 제7군 지원사령부에 병합되었다.
1969년 6월 25일, 제7군 지원사령부에서 벗어나 제5(V)군단에 배속되었고, 1974년 9월 23일자로 독일 프랑크푸르트에 본부를 두고 제3지원사령부로 개편하였다. 1985년, 사령부 본부를 다시 비스바덴의 제5(V)군단 바로 옆으로 옮겼다. 1988년 10월 18일에 군단((Corps)) 명칭이 서수 뒷자리에 붙어 제3군단지원사령부로 개편되었다. REFORGER 연습에서 제5군단의 전술 작전 및 전개, 재전개 작전 지원하였다.

### 21세기
2007년 6월 15일에 미국 본토 켄터키주의 포트 녹스로 귀환하였다. 3개월 뒤, 9월 15일에 전투지원부대로 재편성되었다.

## 부대

### 현재
- 제264전투지원유지대대 - 포트 브래그
  - 제549병참중대 (공수)
- 제330수송대대 - 포트 브래그

### 주독 미군
- 제30의무여단; 1991년 10월 17일 ~ ?
- 제7군단지원단
  - 제159항공연대 7대대 (정비) - Illesheim
  - 제181수송대대 - 만하임
  - 제71군단지원대대 - 밤베르크
    - 제147정비중대 - Kitzingen; 1992년 4월 7일 ~ ?
    - 제240병참중대 - 밤베르크
    - 제317정비중대 - 밤베르크
    - 제529병기중대 - Vilseck
- 제27수송대대 (이동 통제)
  - 제15이동통제대
  - 제30이동통제대
  - 고속도로 교통부
  - TC-ACCIS 제5군단 UMO

### 1976년 6월 1일
- 제3지원사령부, 본부 및 본부중대 (군단) - 푸랑크푸르트, 깁스 막사
- 특수병력대대
  - 제19근무중대
  - 제502수송중대 (이동 통제) - 푸랑크푸르트, 깁스 막사
  - 제17데이터처리부대
  - 제13화학중대
  - 제95화학중대
  - 제503화학분견대
- 사령부 항공분견대 - 하나우, Hutier 막사
- 제17전투지원부대 (ADP)(Type B) - 푸랑크푸르트, 깁스 막사
- 제19전투지원중대 (정비 관리) - 푸랑크푸르트, 깁스 막사
- 제92수송중대 (차량) - 푸랑크푸르트, 깁스 막사
- 제30수송중대 (항공기)(DS) - 하나우, Fliegerhorst 막사
- 제245수송중대 (항공기)(GS) - 하나우, Fliegerhorst 막사
- 제16전투지원중대 (Fld Svc)(GS) - 버지니아 주, 포트 리 REFORGER 부대
- 제181수송대대 (트럭)
- 제181수송대대, 본부 및 본부분견대 - 만하임, Turley 막사
  - 제41수송중대 (중-대형 트럭) - 만하임, Turley 막사
  - 제51수송중대 (중형 화물트럭) - 만하임, Turley 막사
  - 제590수송중대 (중-대형 트럭) - 만하임, Turley 막사
  - 제100수송중대 (중-대형 트럭) - 버지니아 주, 포트 유스티스 REFORGER 부대
  - 제8전투지원대대 (지역 정비)(DS/GS)
- 제8전투지원대대, 본부 및 본부분견대 - 하나우, Großauheim 막사
  - 제19전투지원중대 (중장비 정비) - 하나우, 파이오니어 막사
  - 제88전투지원중대 (중장비 정비) - 하나우, 파이오니어 막사
  - 제881전투지원중대 (경장비 정비) - 하나우 Großauheim 막사
  - 제71병기중대 (정비)(GS) - Bitburg AB
  - 제71병기파견대 (로켓-유도탄 지원) - 하나우, 파이오니어 막사
  - 제19전투지원대대 (지역 정비)(DS/GS)
- 제19전투지원대대, 본부 및 본부분견대 - 기센 , 펜들턴 막사
  - 14전투지원중대 (경정비)(DS) - 비스바덴 Camp Pieri
  - 15전투지원중대 (경정비)(DS) - 훌다, 다운스 막사
  - 24전투지원중대 (지원 근무)(DS) - 기센 , 펜들턴 막사
  - 588전투지원중대 (후방 정비)(IS) - 기센, 펜들턴 막사
  - 172병기소대 (GM 정비) - 훌다, 다운스 막사
  - 제85전투지원대대 (지역 정비)(DS/GS)
- 제85CS대대, 본부 및 본부분견대 - 하나우, 파이오니어 막사
  - 제48전투지원중대 (경정비)(DS) - 바움홀더
  - 제81전투지원중대 (경장비 정비) - 만하임, 테일러 막사
  - 제557전투지원중대 (경정비)(DS) - 하나우, 파이오니어 막사
  - 제699전투지원중대 (후방 정비)(IS) - 기센, 펜들턴 막사
  - 제26전투지원중대 (지원 근무)(DS) - 하나우, 파이오니어 막사
  - 제29전투지원중대 (지원 근무)(DS) - 바움홀더

## 기록

### 계보
- 1950년 9월 19일, Headquarters and Headquarters Company, 3d Logistical Command
→제3군수사령부, 본부
- 1951년 11월 23일, 정규군 배정
- 1961년 6월 24일, Headquarters and Headquarters Company, 3d Logistical Command
→제3군수사령부, 본부 및 본부중대
- 1974년 9월 23일, Headquarters and Headquarters Company, 3d Support Command
→제3지원사령부, 본부 및 본부중대
- 1988년 10월 18일,(Headquarters and Headquarters Company, 3d Corps Support Command
→제3군단지원사령부, 본부 및 본부중대
- 2007년 9월 15일, Headquarters and Headquarters Company, 3d Sustainment Command (Expeditionary)
→제3원정지원사령부, 본부 및 본부중대

### 소속
1. 제10(X)군단, 1950년 9월 19일
2. 제2군수사령부, 1950년 10월 10일
3. COMZEUR, 1958년 6월 15일
4. 제7군 지원사령부, 1969년 6월 3일
5. 제5(V)군단, 1969년 6월 25일
6. 제18(XVIII)공수군단, 2007년 6월 15일

### 전역
| 스트리머  | 내역 |
| --------- | --- |
| 한국 전쟁 | - UN 공세, 1950년 - CCF 개입, 1950년 - 1차 UN 반격, 1950년 - CCF 춘계 공세, 1951년 - UN 하계-추계 공세, 1951년 - 제2차 한반도 동계, 1951년~1952년 - 한국 하계-추계, 1952년 - 제3차 한국 동계, 1952년~1953년 - 한국 하계 1953년 |
| 이라크    | - 제1(I) 이라크 자유 작전 - 제4(IV) 이라크 자유 작전 - 제8(VIII)~제10(X) 이라크 자유 작전 - 제11(XI)~12(XII) 이라크 자유 작전 - 제14(XIV) 이라크 자유 작전                                                                     |

### 스트리머
| 스트리머          | 내역                                               | 명령서                                   | Ref   |
| ----------------- | -------------------------------------------------- | ---------------------------------------- | ----- |
| 대통령 부대 표창  | 한국, 1950년 ~ 1952년                              |                                          |       |
| 대통령 부대 표창  | 한국, 1952년 ~ 1953년                              |                                          |       |
| 육군 우수부대칭찬 | 중앙아시아 종군, 2003년 3월 19일 ~ 2004년 2월 18일 |                                          |       |
| 육군 우수부대칭찬 | 중앙아시아 종군, 2005년 10월 5일 ~ 2006년 9월 19일 |                                          |       |
| 육군 우수부대칭찬 | 중앙아시아 종군, 2008년 6월 1일 ~ 2009년 8월 7일   | 2013년 10월 15일, 일반명령 제2013년 68호 | [ 1 ] |
| 육군 우수부대칭찬 | 중앙아시아 종군, 2011년 ~ 2012년                   |                                          |       |

## 참고
- “Our History”. 《army.mil》 (영어). 3rd Sustainment Command (Expeditionary) Public Affairs. 2009년 11월 12일. 2016년 12월 30일에 확인함.
- “3rd Support Command”. 《usarmygermany.com》 (영어). 2009년 11월 12일. 2016년 12월 30일에 확인함.